# Волтон (округ, Джорджія)
Шаблон:StateAbbr_ 33°47′ пн. ш. 83°44′ зх. д. / 33.78° пн. ш. 83.74° зх. д.
Округ  Волтон (англ. Walton County) — округ (графство) у штаті  Джорджія, США. Ідентифікатор округу 13297.

## Історія
Округ утворений 1818 року.

## Демографія
За даними перепису 
2000 року 
загальне населення округу становило 60687 осіб, зокрема міського населення було 25168, а сільського — 35519.
Серед мешканців округу чоловіків було 29556, а жінок — 31131. В окрузі було 21307 домогосподарств, 16995 родин, які мешкали в 22500 будинках.
Середній розмір родини становив 3,16.
Віковий розподіл населення поданий у таблиці:
| Стать    | До 15 років | 15-21 | 22-29 | 30-39 | 40-49 | 50-65 | 65-85 | Понад 85 |
| -------- | ----------- | ----- | ----- | ----- | ----- | ----- | ----- | -------- |
| Чоловіки | 7276        | 2840  | 2974  | 5235  | 4468  | 4423  | 2175  | 165      |
| Жінки    | 7339        | 2739  | 3195  | 5376  | 4364  | 4618  | 3016  | 484      |

## Суміжні округи
- Берроу – північ
- Оконі – північний схід
- Морган – південний схід
- Ньютон – південь
- Рокдейл – південний захід
- Гвіннетт – північний захід

## Виноски
1. ↑  U.S. Decennial Census. United States Census Bureau. Архів оригіналу за 4 квітня 2018. Процитовано 27 червня 2014.
2. ↑  Historical Census Browser. University of Virginia Library. Архів оригіналу за 11 серпня 2012. Процитовано 27 червня 2014.
3. ↑  Population of Counties by Decennial Census: 1900 to 1990. United States Census Bureau. Архів оригіналу за 2 лютого 2019. Процитовано 27 червня 2014.
4. ↑  Census 2000 PHC-T-4. Ranking Tables for Counties: 1990 and 2000 (PDF). United States Census Bureau. Архів оригіналу (PDF) за 18 грудня 2014. Процитовано 27 червня 2014.
5. ↑  State & County QuickFacts. United States Census Bureau. Архів оригіналу за 20 лютого 2016. Процитовано 27 червня 2014.(англ.) Наведено за англійською вікіпедією.
6. ↑  American FactFinder. Бюро перепису населення США. Архів оригіналу за 26 лютого 2012. Процитовано 31 січня 2008.

| США | Це незавершена стаття з географії США. Ви можете допомогти проєкту, виправивши або дописавши її. |